# Buttigliera d'Asti
Buttigliera d'Asti (en français Butière d'Aste) est une commune italienne d'environ 2 300 habitants située dans la province d'Asti, dans la région du Piémont, dans le Nord-Ouest de l'Italie.

## Histoire
En 1263, la commune d'Asti conquit aux ducs de Biandrate le château de Mercuriolo. Elle créa une « ville nouvelle », dans le territoire dénommé « Butiglaria », près du château. Celle-ci fut d’une grande ampleur (attestée par un statut daté de 1471) qu'elle conserva même après son passage aux ducs de Savoie en 1559. En 1619, Buttigliera d'Asti devint le fief d'Ernest de Mansfeld, puis passa dans la première moitié du XVIIe siècle successivement à Mathilde de Savoie et à Bernardin Gentile. La propriété du fief passa ensuite aux comtes Baronis, et en 1725, aux comtes Freylin ou Freylino, également comtes de Pino d'Asti et seigneurs d'Aramengo. Le pays souffrit au XVIe siècle d'épidémies, famines et passages de troupes. Après la paix d'Aix-la-Chapelle (1668), mettant fin à la guerre de Dévolution, la situation s’améliora. Se développa alors une production renommée de vases en terre cuite ainsi que l'agriculture, production de céréales et de vin. À partir du début du XXe siècle, la population diminua à cause de l'émigration vers Turin (en 1901, la commune comptait 2 959 habitants).

## Économie
Le territoire fait partie de la zone de production du Barbera d'Asti, un vin italien réputé de la région du Piémont, doté d'une appellation appellation d'origine contrôlée depuis le début des années 1970.

## Administration
| Période                                  | Période  | Identité             | Étiquette    | Qualité |
| ---------------------------------------- | -------- | -------------------- | ------------ | ------- |
| 14 juin 2004                             | En cours | Silvio Renzo Manello | lista civica |         |
| Les données manquantes sont à compléter. |          |                      |              |         |

### Communes limitrophes
Capriglio, Castelnuovo Don Bosco, Montafia, Moriondo Torinese, Riva presso Chieri, Villanova d'Asti

## Monuments
- L'église paroissiale Saint-Blaise : édifiée au XVe siècle dans le style gothique. Près du portail sont présentes les statues de saint Blaise et de saint Bernard, patrons du pays. L'intérieur est composé de trois nefs, avec des piliers revêtus de marbre et de fresques modernes. Un crucifix en bois de Charles Plura est déposé sur l’autel majeur en 1796 ; une peinture de Victor-Amédée Rapous provenant de la chapelle de Sainte-Élisabeth et représentant la sainte y est conservée. Dans cette église venait saint Jean Bosco. L’orgue, provenant de l'église Sainte-Térèse de Turin (chapelle des comtes Freylin au XVIIIe siècle) fut acheté en 1836.  À côté, s'élève à 52 m le campanile de l'église, conçu selon un dessin de l'architecte Marie-Ludovic Quarini.

- Le palais Freylin (Palazzo Freylino) : construit d'après les plans d'un élève de Bernardo Vittone vers le milieu du XVIIIe siècle pour le comte Amédée Baronis, il fut vendu en 1771 au comte Pierre-Joseph Freylin. Son second fils, Laurent, botaniste de renom, y créa un célèbre jardin. En 1820, à la mort de celui-ci, Maurice Pangella (un proche de Laurent Freylin) hérita du palais. Malheureusement après le décès de Pangella, le parc tomba peu à peu en ruine et divisé en parcelles, il disparut totalement.

## Personnalités
- Giovanni Nevizzano (fin XVe siècle-1540 ?), juriste, est né à Buttigliera d'Asti.